# Manipulace

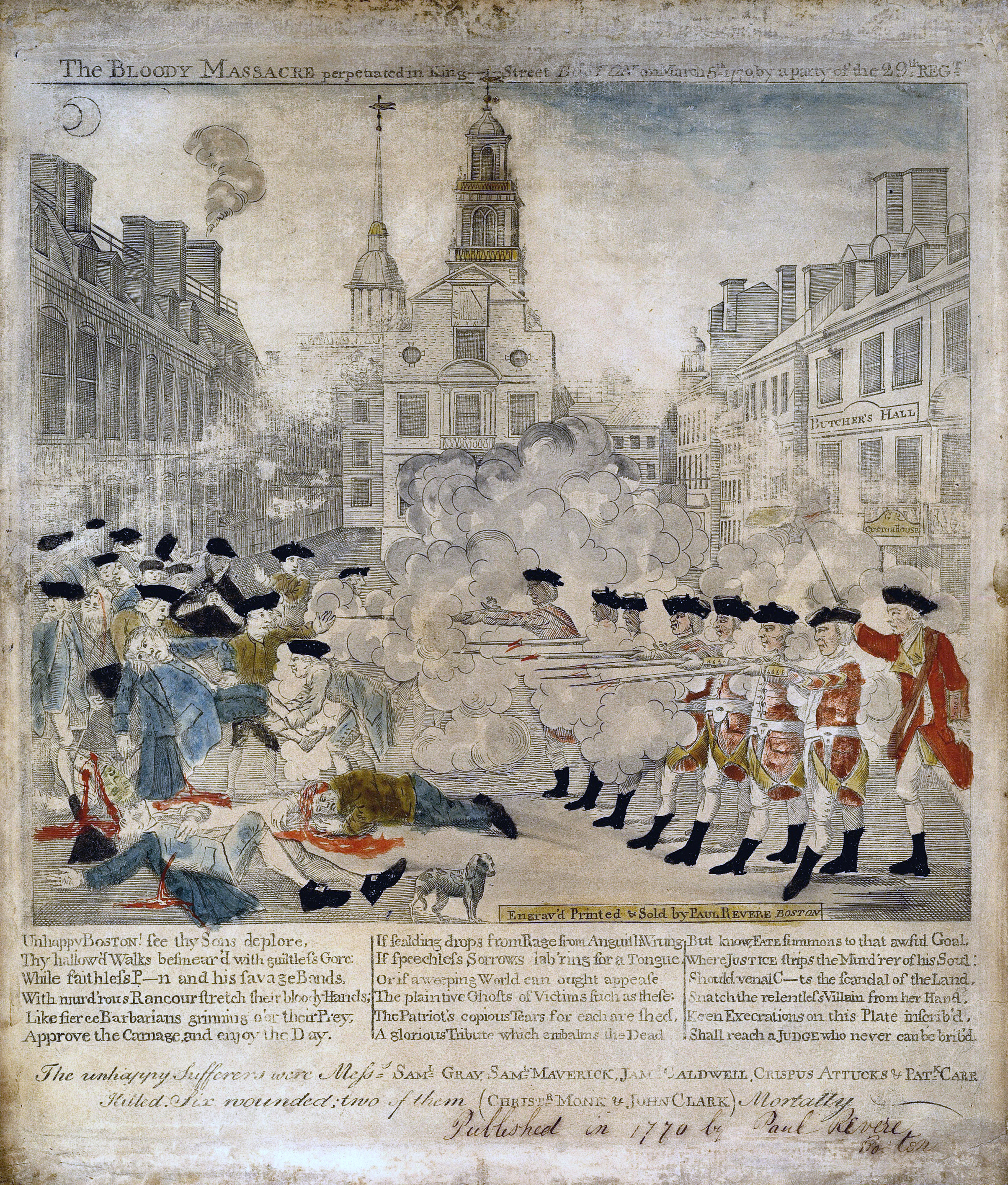
Senzační zobrazení Bostonského masakru (5. března 1770): Tyto obrazy byly použity k rozmnožování nespokojenosti a posílení jednoty mezi americkými kolonisty proti britské koruně před americkou válkou za nezávislost.

Manipulace (z latinského výrazu manus, tj. ruka nebo uchopit) je v sociální psychologii a sociologii termín označující snahu o působení na myšlení a chování druhé osoby či více osob. Manipulovat znamená vědomě i nevědomě používat techniky pro manipulaci s druhými lidmi ve prospěch prosazení osobních cílů a přání manipulátora. Neboli zneužívat moc ve vztahu s jinou osobou.
Manipulátor se snaží přesvědčit osobu či osoby o správnosti myšlenky, názoru či jednání, které nejsou manipulovaným jedincům vlastní, či pro ně nemají dostatek iniciativy a které by tudíž danou myšlenku, názor či jednání nepřijali, nebo až s dlouhou časovou prodlevou. Manipulovaná osoba si často ani neuvědomuje, že je s ní manipulováno, případně si to uvědomuje, ale z nějakého důvodu se nemůže a někdy ani nechce manipulaci bránit. Manipulátor většinou na začátku jedná tak, aby získal u svých obětí sympatie. Často využívá své charisma a znalost slabých stránek ostatních lidí.
Manipulátor zpravidla nemluví konkrétně, používá obecné pojmy a tvrzení, ve kterých se často vyskytují superlativy jako "všichni", "všechno", "nikdo", "nic", "vždy", "nikdy", "každý", "nejlepší", "nejhorší", používá také obecná rčení a přísloví, namísto asertivnějšího, konkrétnějšího a vysvětlujícího přístupu zahrnujícího věty jako "v těchto případech", "tato osoba", "já to tak vidím, protože", "já to tak cítím", "mně se to tak jeví, protože", "mně to vadí, protože ..." apod. Dalším projevem je, že manipulátor zpravidla neklade otevřené otázky, tj. ptá se většinou tak, že chce slyšet odpověď buď jen ano, nebo ne, a když se ptá, nenabízí širší možnosti výběru. Například se zeptá: "Chceš kávu nebo čaj?" namísto "Co ti mohu nabídnout k pití?". Častým projevem manipulátora je také lichocení, po kterém zpravidla následuje žádost o něco. Ve výchově nebo jiném nadřízeném postavení vůči druhým, manipulátoři (ať už rodiče, vychovatelé, pedagogové, nadřízení) uplatňují příkazy, zákazy, rozkazy a přehnanou kontrolu a ovlivňování níže postavených osob namísto oboustranné komunikace a domluvy (mezi rodiči, vychovateli, pedagogy, nadřízenými). Podobně tak činí i v triadickém vztahu rodič-rodič-dítě (případně vychovatel-vychovatel-děti nebo pedagog-pedagog-děti, či nadřízený-podřízení).
Ve skupinách manipulátoři vytvářejí nejrůznější kliky namísto komunit.

## Klasifikace manipulací podle Jeronýma Klimeše
Základní dělení podle obcházené mohutnosti:
1. Přímé (nátlakové) – manipulátor obchází vůli manipulovaného. Ten si zřetelně uvědomuje, že musí udělat něco, co nechce. Typické jednání z pozice moci či autority: rodič - dítě, učitel - žák, policista - občan, monopol - zákazník.
2. Nepřímé (taktizující) – manipulátor obchází vědomí manipulovaného, ten si není vědom, že se momentálně děje něco, co je pro něj nevýhodné. Typické jednání z pozice podřízeného: dítě obchází zákaz rodiče, žák opisuje při zkoušce, občan hraje hloupého při dopravní kontrole, uživatel porušuje licenční podmínky počítačového monopolu.

V praxi tedy proti sobě obvykle stojí dva manipulátoři – přímý versus nepřímý a jeden spouští řetěz manipulací.
Dělení z hlediska zisku:
1. Altruistické – manipulace ve prospěch manipulovaného, například rodičovské manipulace s dětmi.
2. Egocentrické – manipulace ve prospěch manipulátora, například obchodnické manipulace.

Dělení z hlediska pořadí:
1. Spouštěcí manipulace – první v řadě.
2. Obranné antimanipulace – obranná reakce na předchozí manipulaci, jež má též charakter manipulace.

Dělení podle manipulovaného objektu:
1. Manipulace reálnými lidmi – běžný význam
2. Manipulace fantazijními postavami – např. dívka se není schopna zbavit vize partnera, který ji opustil. Má dvě tendence: tuto vizi k sobě přitahovat, nebo ji od sebe odhánět. Nejde tak o manipulaci reálným partnerem, ale pouze fantazijní postavou. Problém je, že pokusy o manipulování fantazijní postavou zhoršují psychickou pohodu.

## Pozitivní chápání manipulace
Manipulaci můžeme chápat i pozitivně, jako působení na ostatní s využitím autority a zkušeností. Příklady pozitivní manipulace jsou:[zdroj?]
- Některé zdravotnické obory – psychologie, psychiatrie, atd.
- Záchranné sbory – vyjednávání, uklidňování zachraňovaných, atd.
- Mezilidská diplomacie – řešení situací nekonfliktní cestou, pomoc při řešení problémů, atd.

## Politická a marketingová manipulace
Některé techniky manipulace běžně používají také profesionálové v reklamě s cílem prodat zboží a v politice s cílem získat přízeň voličů. V těchto případech se zpravidla neuplatňují vyšší city, které jsou naopak hlavním nástrojem manipulátora v mezilidských vztazích.[zdroj?]
Propaganda slouží k ovládání davu a je založena právě na manipulaci s lidským myšlením. Režim jejím prostřednictvím útočí i na základní lidské potřeby a city, cílevědomě přesměrovává přirozené emoce.[zdroj?]

## Manipulace v mezilidských vztazích
Manipulátor může používat i různé metody zaměřené na destrukci osobnosti manipulované osoby. Například cílové osobě nenápadně mění důvěrně známé prostředí tak, aby se v něm neorientovala a cítila se nesvá. Když potřebuje, upozorňuje na své zásluhy a zároveň snižuje sebevědomí oběti např. urážkami. Neváhá věnovat dar velké ceny nebo půjčit peníze apod., protože si tím svou oběť morálně zavazuje. V manželství se manipulátor běžně dopouští citového vydírání, snaží se vzbudit silné emoce (strach, pocit viny). Dokáže tím zcela rozvrátit rodinu.[zdroj?]
Komunikační styly mezi lidmi lze dělit na pasivní, agresivní a asertivní. Styl komunikace, kterým mluvčí může úspěšně manipulovat lidmi, se označuje jako komunikační fauly. Jde o jednání člověka, který nebere svého partnera v komunikaci jako stojícího na stejné úrovni a nebere ohled na jeho potřeby, přání a zájmy.

### Manipulátor
Manipulátora lze charakterizovat takto:
- Je nepřímo agresivní, nebere v potaz potřeby, přání a zájmy druhých lidí, hájí si své.
- Je zákeřný, bezcharakterní, dělá intriky, podrazy aby dosáhl svého.
- Nabádá oběť proti ostatním (např. chlapec manipuluje svou dívkou a nabádá ji proti jejím přátelům, rodině atd.)
- Při kladení odporu se snaží v druhé osobě (oběti) vyvolat pocit viny.
- Při komunikaci nejedná s druhou osobou jako rovný s rovným.
- Jeho tón hlasu je hlasitý a výhrůžný.
- Výraz tváře je napjatý.
- Na potenciální oběť se dívá dominantním pohledem.
- Gesta má ostrá a často zatíná pěsti.

### Oběť
Oběť lze charakterizovat takto:
- Nepoužívá vlastní rozum, poslouchá jen manipulátora a nechá se jím ovlivňovat proti ostatním.
- Neposlouchá slušné lidi, kteří to s ní míní dobře a snaží se ji pomoci.
- Při komunikaci neumí říkat NE (např. nechci, neudělám atd.).
- Je nekonfliktní a se všemi chce vycházet po dobrém.
- Svůj vztek si vybíjí na osobě, která je ještě slabší než je ona (vytváří dalšího obětního beránka).
- Záleží jí na mínění okolí.
- Z výrazu její tváře lze vyčíst nervozitu, zakřiknutý pohled, klopí zrak.
- Držení těla je shrbené.
- Nervózně si pohrává s oděvem nebo svými vlasy.

### Pomluva
Pomluva je nepotvrzené tvrzení, které koluje ve společnosti lidí. Při většině vyslovených pomluv neznáme jejich původce, proto za špatné až fatální následky nenese nikdo zodpovědnost.

## Manipulace sekt
Sekty jsou otevřené pro vstup nových členů, ale stávají se uzavřenými pro ty, kdo by z nich chtěli vystoupit. Kurt Lewin popisuje tři etapy, kterými si projde člověk, který do sekty vstoupí, stane se jejím členem a nakonec z ní vystoupí: rozmrazení, změna a zmrazení.

### Vstup do sekty

#### Rozmrazení
Je izolace člověka od původního světa, opuštění starého já. Před změnou jsou lidé často vystaveni spánkovému deficitu či dostanou málo stravy, chudé na bílkoviny, lehce se tak dostanou do hypnózy. Sekta jim také může zakázat chodit do práce či nakáže vybírat peníze po ulicích, aby člověka odřízli od jeho současného světa a postupně jej začali manipulovat. Člověk uvedené věci dělá pod tlakem. Náhlý zmatek též vytvoří závislost na autoritě, lidé si sami neodvodí, co je to správné jednání. Lidé jsou postaveni před pocit viny díky tomu, že podle sekty nebyli dosud dostatečně ctnostní a žili v sebeklamu.

#### Změna
V sektě často existuje základní kniha s hlavními tezemi a lidé nad nimi debatují. Celým textem prochází například tři hlavní teze, které se neustále opakují, tedy člověk si je osvojí. Lidé v této fázi přestávají plně fungovat v reálném světě nebo pobývají pouze v sektě. Čím víc uvnitř jsou, tím jsou k němu v sektě tvrdší. Z člověka se stává bezduchý robot. I když má charismatický vůdce chyby, jsou vysvětleny. Člověk už ani nereaguje na upozornění lidí kolem sebe, protože vše má od sekty vysvětlené a zpracované. V této fázi si lidé změní i identitu, své jméno.

#### Zmrazení
Lidé již sami propagují sektu, mohou mít pod sebou nováčky. Zastávají v sektě určitou pozici.

### Výstup ze sekty

#### Deprogramování
Steven Hassan ve své knize Jak čelit psychické manipulaci zhoubných kultů rozpracoval proces deprogramování lidí ze sekty. a dělí je na nenásilné a násilné deprogramování:
- nenásilné deprogramování – lidé, kteří chtějí osobu dostat z vlivu sekty se snaží projevit zájem o člověka v sektě. Vyptávání se na jeho pocity a názory, snaží se komunikovat podle jeho způsobu, netlačí na něj. Je zde potřeba fáze, kdy se nehodnotí jeho život, ale přibližuje se mu. Lidé se musí pokusit dostat jej mimo prostředí sekty (například při rodinné oslavě), snažit se zprostředkovat mu kontakt s bývalými nejbližšími a vysvětlit manipulativní postupy sekty. Důležitá je zde svobodná vůle.[5][zdroj?]
- násilné deprogramování – probíhá tak, že jedinec je násilně odtržen z vlivu sekty.[5][zdroj?]

V roce 2000 profesor sociologie Anson Shupe ve svém výzkumu prezentoval, že Hassan se účastnil nebo sám vedl několik násilných deprogramování pod hlavičkou antikultovního hnutí Cult Awareness Network.
Český religionista Dušan Lužný uvádí, že praxe tzv. deprogramování, v intencích argumentace antikultovních hnutí ... teorie brainwashingu a mentálního programování, může být v rozporu se zákonem.
V České republice je násilné deprogramování v rozporu se zákonem č. 40/2009 Sb., § 176

## Manipulátor dle Isabelle Nazare-Aga
Psycholožka Isabelle Nazare-Aga ve stati Jak poznat manipulátora uvádí třicet znaků, podle nichž identifikuje osobnost s manipulativními rysy. Za manipulátora považuje takovou osobnost, která vyhovuje aspoň deseti znakům.
1. Je egocentrický.
2. Přenáší zodpovědnost od sebe na druhé.
3. Navozuje u oběti pocit viny.
4. Nesděluje jasně své požadavky, potřeby.
5. Odpovídá většinou neurčitě
6. Rád komunikuje nepřímo. Přes třetí osobu, telefonicky, písemně apod.
7. Zasívá nesvár, podněcuje podezíravost. Rozděluje, aby mohl lépe panovat.
8. Často ze sebe dělá oběť, aby ho ostatní litovali.
9. Nedbá na žádosti druhých, přičemž tvrdí pravý opak.
10. Využívá morálních zásad druhých k naplnění vlastních potřeb.
11. Citově či jinak vydírá nebo vyhrožuje. Skrytě nebo otevřeně.
12. Často mění téma uprostřed hovoru.
13. Vyhýbá se pracovním schůzkám a poradám.
14. Zaměřuje se na neznalosti druhých a snaží se tak vyvolat dojem, že „má navrch“.
15. Lže.
16. Hlásá lež, aby se dozvěděl pravdu. Překrucuje a interpretuje výroky druhých.
17. Závidí třeba i osobám velmi blízkým.
18. Nesnáší kritiku. Dokáže popírat zcela zřejmá fakta.
19. Nedbá na práva, potřeby a přání druhých.
20. Často vydává pokyny a nutí druhé jednat na poslední chvíli.
21. Jeho slovní projev zní logicky, avšak jeho postoje, činy nebo způsob života svědčí o pravém opaku
22. V jeho přítomnosti se ostatní cítí nepříjemně a nesvobodně.
23. Jde naprosto důsledně za svým cílem, ovšem na úkor druhých.
24. Přiměje oběť k jednání, které by o vlastní vůli nedopustila.
25. Lidé, kteří ho znají, o něm stále hovoří, i když není přítomen.

Z hlediska psychopatologie je manipulátor typický narcista typu "já jsem OK, ty nejsi OK".

## Obrana proti manipulaci
- Rozpoznat manipulaci a hrozící nebezpečí.
- Pěstovat si vlastní sebevědomí. Nemyslet si, že manipulátor je dokonalejší.
- Mít jasnou představu o svých právech.
- Umět odmítnout manipulátorovu žádost, nemít vůči němu zábrany a závazky.
- Naučit se postupům, jak konkrétní manipulační techniky zneškodnit.
- Být přesvědčen o své pravdě.